# Sphaerilloides rugulosus
Sphaerilloides rugulosus är en kräftdjursart som först beskrevs av Edward John Miers 1876.
Sphaerilloides rugulosus ingår i släktet Sphaerilloides och familjen Armadillidae. Inga underarter finns listade i Catalogue of Life.